# Patrulla de orientación
La patrulla de orientación (en persa: گشت ارشاد‎, romanizado: gašt-e eršād; إرشاد; en algunos países del denominado mundo islámico, es un préstamo lingüístico de origen árabe para la palabra del idioma persa orientación o Patrullas de Guía), que fue también conocida como Policía de la Moda, Policía de la Moralidad o de la Moral, es un Escuadrón anti vicio o Policía religiosa islámica de la Fuerza Disciplinaria de la República Islámica de Irán, establecido en 2005 con la función de hacer cumplir la sharía, tal como la define la legislación iraní, con especial atención a garantizar el cumplimiento de los códigos de vestimenta islámicos, generalmente en relación con el Hiyab. 
Supuestamente fue disuelta el 4 de diciembre de 2022, tras tres meses de continuas protestas por los derechos humanos de las mujeres en Irán, y debido a la muerte de Jina Mahsa Amini.

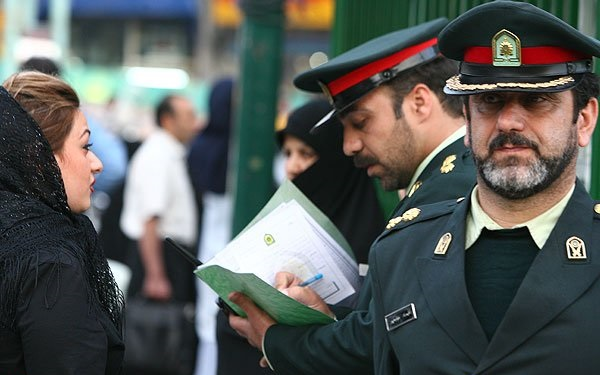
Miembros de la policía religiosa de Irán poniendo una multa y reprendiendo a una mujer iraní.

## Formación e Historia
Conocidas como Gasht e Ershad o Patrullas de Orientación en persa, la policía moral o Policía religiosa islámica de Irán no es nueva. Irán ha tenido varias formas de «policía moral» desde el triunfo de la Revolución islámica en 1979, En la década de 1980, los Comités de la Revolución Islámica cumplían la función de policía religiosa islámica en Irán pero desde 2005, las Gasht-e Ershad son actualmente la principal agencia encargada del cumplimiento en público del código de conducta islámico y tiene el apoyo del Basich La restricción no se limita a las mujeres, donde hombres con cortes de pelo occidentales también pueden verse afectados pero es el género femenino el que más ha sufrido su acción represora.
Se asegura que posee miles de agentes encubiertos encargados de hacer cumplir la ley islámica. Garantizar el uso correcto -según su postura- del hijab, el pañuelo que cubre la cabeza de mujeres en espacios públicos y fiscalizar los pantalones ajustados, rotos, brillantes o los que dejan las rodillas al descubierto son algunas de sus funciones, en lo que definen como un camino para “promover la virtud y prevenir el vicio”.
Estas patrullas adscritas a las fuerzas del orden de Irán están compuestas por hombres y mujeres, y usualmente se transportan en una camioneta que espera en espacios públicos concurridos para vigilar la vestimenta y el comportamiento “adecuado” según los criterios de las autoridades clericales del país. La Patrulla de Orientación informa al Líder Supremo de Irán, el ayatolá Ali Khamenei.

### Modus operandi
Las patrulla de orientación generalmente hacen su labor de la siguiente manera: salen en una camioneta con una tripulación masculina acompañada por mujeres vestidas con chador que se paran en lugares públicos concurridos como centros comerciales, paradas de buses, plazas y estaciones de metro, para detener a las mujeres que no usan hijab o lo usan incorrectamente. Las personas detenidas son conducidas a un centro de detención o comisaría, sermoneadas sobre cómo vestirse y casi siempre son entregadas a los familiares varones el mismo día. En ocasiones los castigos por violar las reglas también pueden incluir una multa, prisión o flagelación.

### Acciones Conocidas
En el Día de la Madre Iraní de 2013, las patrullas recompensaron a las mujeres con flores por usar chador (el estilo preferido de hiyab).
El 27 de diciembre de 2017, el general de brigada Hossein Rahimi, jefe de la policía del Gran Teherán, dijo: “Según el comandante de la Fuerza Disciplinaria de la República Islámica de Irán, aquellos que no observan los valores islámicos y tienen negligencia en esta área ya no serán llevados a los centros de detención, no se hará un caso legal por ellos y no los enviaremos a la corte; más bien, se ofrecerán clases de educación para reformar su comportamiento”.

## Controversias

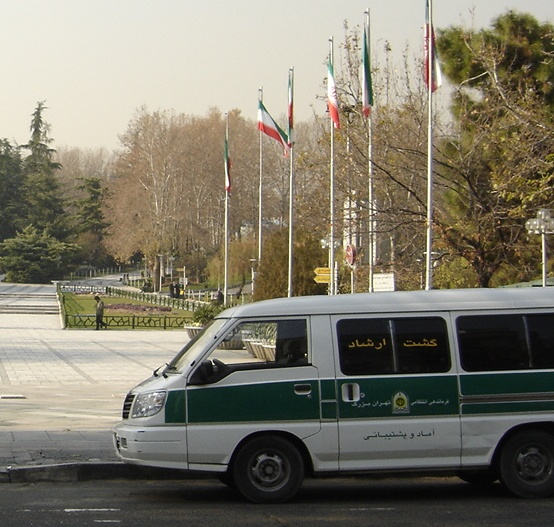
Una Mitsubishi Delica de la patrulla de orientación estacionada al frente del parque Mellat, Teherán.

Un tema de controversia en Irán, algunos funcionarios y autoridades afirman que sobre la base de su interpretación de la policía iraní como una policía religiosa islámica, la Patrulla de Orientación sirve para cumplir con los requisitos que ordenan lo que está bien y prohíben lo que está mal y es exigido por la gente. Otros se oponen a su existencia con el argumento de que la policía debe respetar la libertad y la dignidad de los ciudadanos y hacer cumplir la ley, no la sharia. Ha sido llamado no islámico, principalmente porque cumplir con los requisitos es haram (prohibido) cuando conduce a la sedición. Algunos argumentan que la noción es una obligación mutua (incluida la protesta de los funcionarios por parte del pueblo) limitada a un lado.
La patrullas de orientación también ha acosado a mujeres transgénero por falta de conformidad de género. Cuando una mujer transgénero iraní fue golpeada en abril de 2018, la policía se negó a ayudarla.

### Asesinato de Mahsa Amini
El 16 de septiembre de 2022, la "policía de la moral" de Irán detuvo a Mahsa Amini, de 22 años, originaria del Kurdistán iraní. Ella se encontraba en la capital de visita con su familia y murió días después de ser arrestada por no cumplir con las estrictas reglas sobre el uso del velo. Testigos presenciales dijeron que Mahsa Amini fue golpeada mientras estaba dentro de una furgoneta de la patrullas de orientación cuando la detuvieron en Teherán, provocando grandes protestas y causa conmoción y rabia en el país de Medio Oriente.
La policía ha negado las acusaciones alegando que sufrió un ataque cardíaco repentino. El padre de la víctima desmintió estas afirmaciones y aseguró que su hija estaba "en perfecto estado de salud" Las protestas estallaron en todo el país por varios día consecutivos y, según cuentan varios medios iraníes, el jefe de la policía de la moral de Irán fue suspendido de su cargo. Estas protestas han provocado miles de muertes y heridos en varias localidades de Irán

#### Sanciones

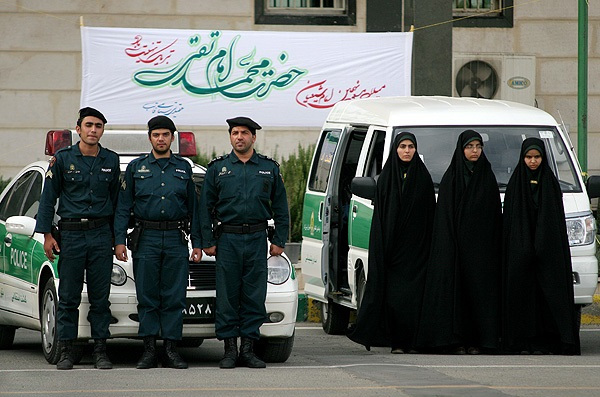
Miembros de la patrulla de orientación.

El 22 de septiembre de 2022, durante las protestas de Mahsa Amini, el Departamento del Tesoro de los Estados Unidos anunció sanciones contra la Patrulla de Orientación, así como contra siete altos líderes de las diversas organizaciones de seguridad de Irán, "por la violencia contra los manifestantes y la muerte de Mahsa Amini". Estos incluyen a Mohammad Rostami Cheshmeh Gachi, jefe de la Policía de Moralidad de Irán, Haj Ahmad Mirzaei, jefe de la división de Teherán de la policía moral, y otros funcionarios de seguridad iraníes. Las sanciones implican el bloqueo de cualquier propiedad o interés en propiedad dentro de la jurisdicción de los EE. UU. e informarlos al Tesoro de los EE. UU. Se impondrán sanciones a cualquier parte que facilite transacciones o servicios a las entidades sancionadas.
El 26 de septiembre de 2022, el primer ministro canadiense, Justin Trudeau, declaró que su gobierno impondrá sanciones a la Patrulla de Orientación, su liderazgo y los funcionarios responsables de la muerte de Mahsa Amini y la represión de los manifestantes.

### Incidente de Armita Geravand
En octubre de 2023, una joven iraní de 16 años, Armita Geravand, entró en coma y fue declarada con muerte cerebral tras un presunto encuentro con agentes de la policía moral. El incidente provocó indignación y críticas por parte de grupos de derechos humanos y usuarios de redes sociales, que lo compararon con la muerte de Mahsa Amini en 2022. Irán negó que los agentes hubieran hecho daño a Geravand y dijo que su estado se debía a una enfermedad preexistente.

## Supuesta Disolución
El Fiscal General de Irán, Mohammad Jafar Montazeri, declaró en la ciudad iraní de Qom el dia 3 de diciembre de 2022 que la patrulla de orientación o de guía de la policía no está bajo la supervisión del sistema judicial y estaba en proceso de disolución. El Fiscal General Montazeri también mencionó en el Parlamento iraní que la ley que exige a las mujeres usar el hiyabs sería revisada. Sin embargo, hasta el 5 de diciembre, los medios de comunicación u Organismos estatales iraníes no habían hecho ninguna declaración oficial sobre el tema. Se informó que la aplicación del hiyab obligatorio y la patrulla de orientación se habían intensificado, particularmente en las ciudades religiosas. En respuesta, los manifestantes convocaron una huelga general de tres días y los comerciantes cerraron sus negocios; varios expertos y manifestantes alegaron que la noticia de la disolución había sido anunciada por el gobierno iraní para ensombrecer la cobertura de la huelga. El canal estatal iraní en idioma árabe Red de noticias Al Alam negó cualquier disolución de la Patrulla de Orientación y agregó que "la máxima impresión que se puede tomar" del comentario de Montazeri es que la policía de la moralidad y su rama del gobierno, el poder judicial, no están relacionados.

## Regreso
El 16 de julio de 2023, las fuerza disciplinaria irani anuncio a qué se relanzaria las patrullas de orientación.

## Fuerzas policiales religiosas
- Comité para la Promoción de la Virtud y la Prevención del Vicio - Arabia Saudita
- Policía religiosa islámica
- Ministerio para la Propagación de la Virtud y la Prevención del Vicio Afganistán